# Cerkiew św. Dymitra w Czarnej (XVIII wiek)
Cerkiew pw. św. Dymitra w Czarnej została zbudowana w 1764 r., przekształcona w 1. poł. XIX w. (m.in. wydłużono prezbiterium), remontowana w 1930 i w latach 90. XX w.
Jest to cerkiew łemkowska, typ północno-zachodni, wariant starszy, orientowana, drewniana, konstrukcji zrębowej. Układ przestrzenny uwarunkowany przez wymogi liturgii kościołów wschodnich, tworzą trzy składowe na osi licząc od wschodu : wydłużone prezbiterium oddzielone ikonostasem od szerszej nawy i babiniec na planach kwadratów. We wschodniej, dobudowanej części prezbiterium zakrystia. Wieża konstrukcji słupowo-ramowej o pochyłych ścianach, z lekko nadwieszoną izbicą, przy niej od zachodu przedsionek. Słupy wieży obejmują babiniec.
Ściany obite gontem, izbica wieży szalowana pionowym deskowaniem, dachy blaszane. Dach nad prezbiterium kalenicowy, trójpołaciowy, nad nawą namiotowy, dwukrotnie łamany, z dodatkową kalenicą, która łączy go ze ścianą wieży, nad wieżą namiotowy. Nad wszystkimi częściami jednolite hełmy baniaste (większy nad wieżą, pozostałe mniejsze) z pseudolatarniami i żelaznymi krzyżami.

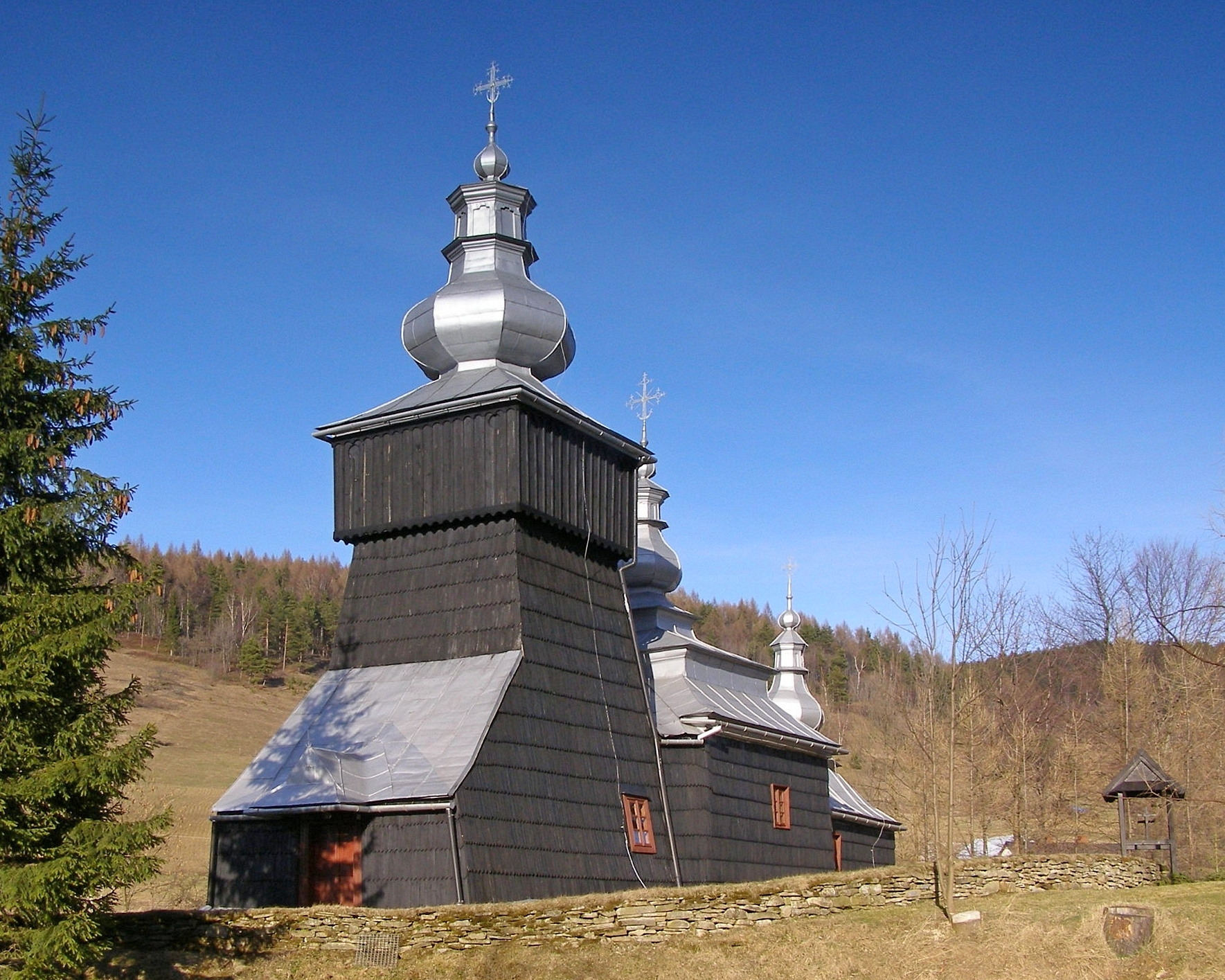
Elewacja frontowa
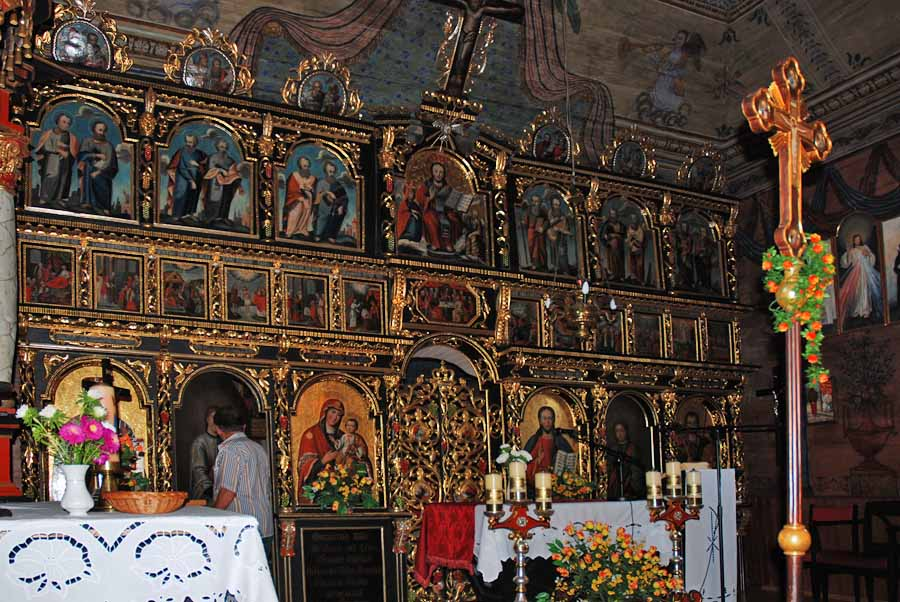
Ikonostas
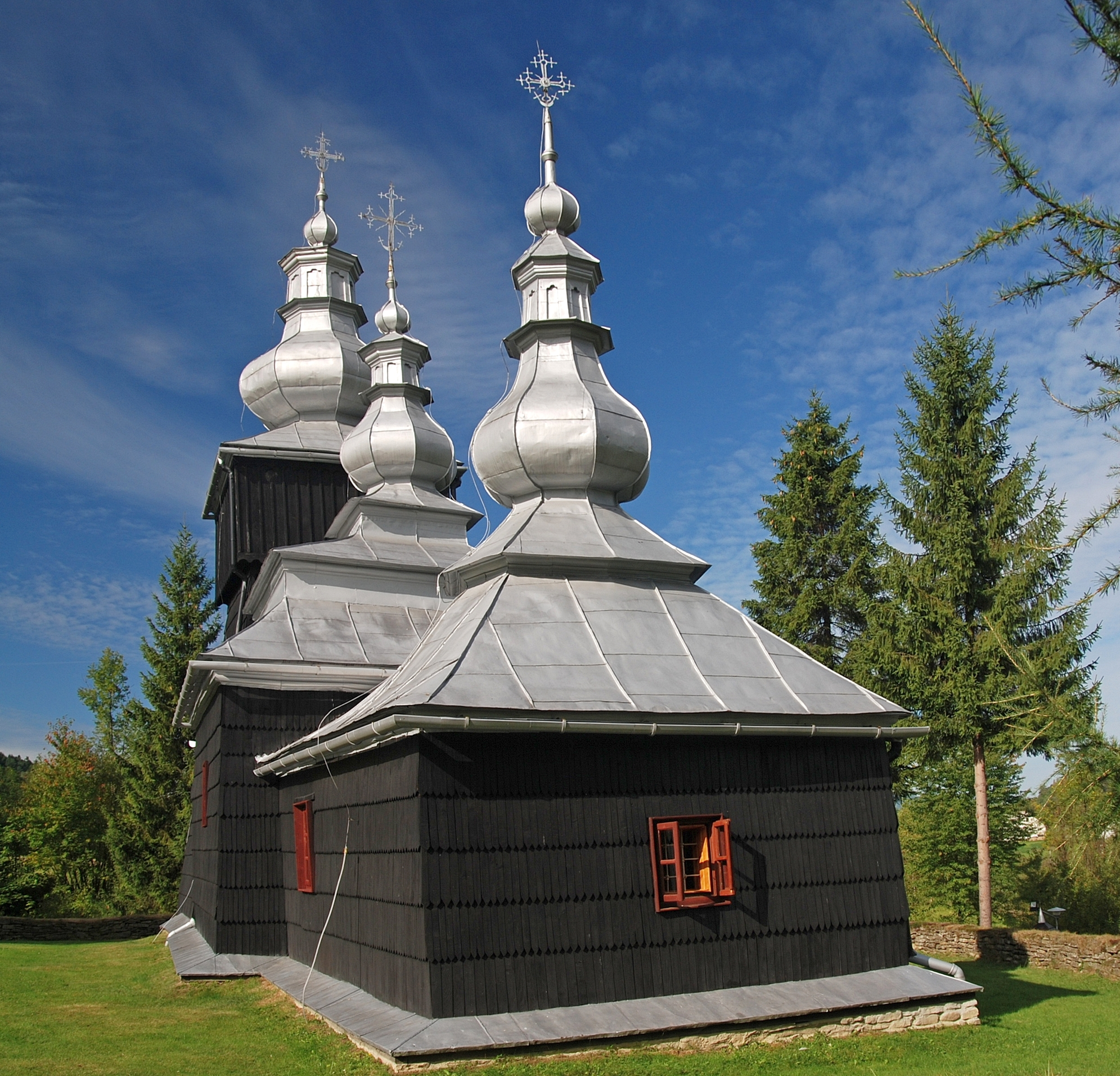
Widok od strony prezbiterium

W nawie i prezbiterium kopuły namiotowe, nad nawą wzmocniona ściągiem krzyżowym. Nad babińcem strop płaski. Polichromia ornamentalna i architektoniczna z 1. poł. XIX w. Kompletny, barokowy ikonostas z XVIII w. Na północnej ścianie ołtarzyk z ikoną Hodigitria z poprzedniego ikonostasu z XVII w. Na klejmach postacie proroków ze zwojami pism, wśród nich, u dołu, św. Anna i św. Joachim.
Obecnie budynek służy jako kościół filialny Matki Bożej Nieustającej Pomocy w Czarnej parafii rzymskokatolickiej w Brunarach. Teren przy cerkwi otoczony murkiem kamiennym z bramką. Powyżej cerkwi na czynnym cmentarzu kilka dawnych nagrobków kamiennych.

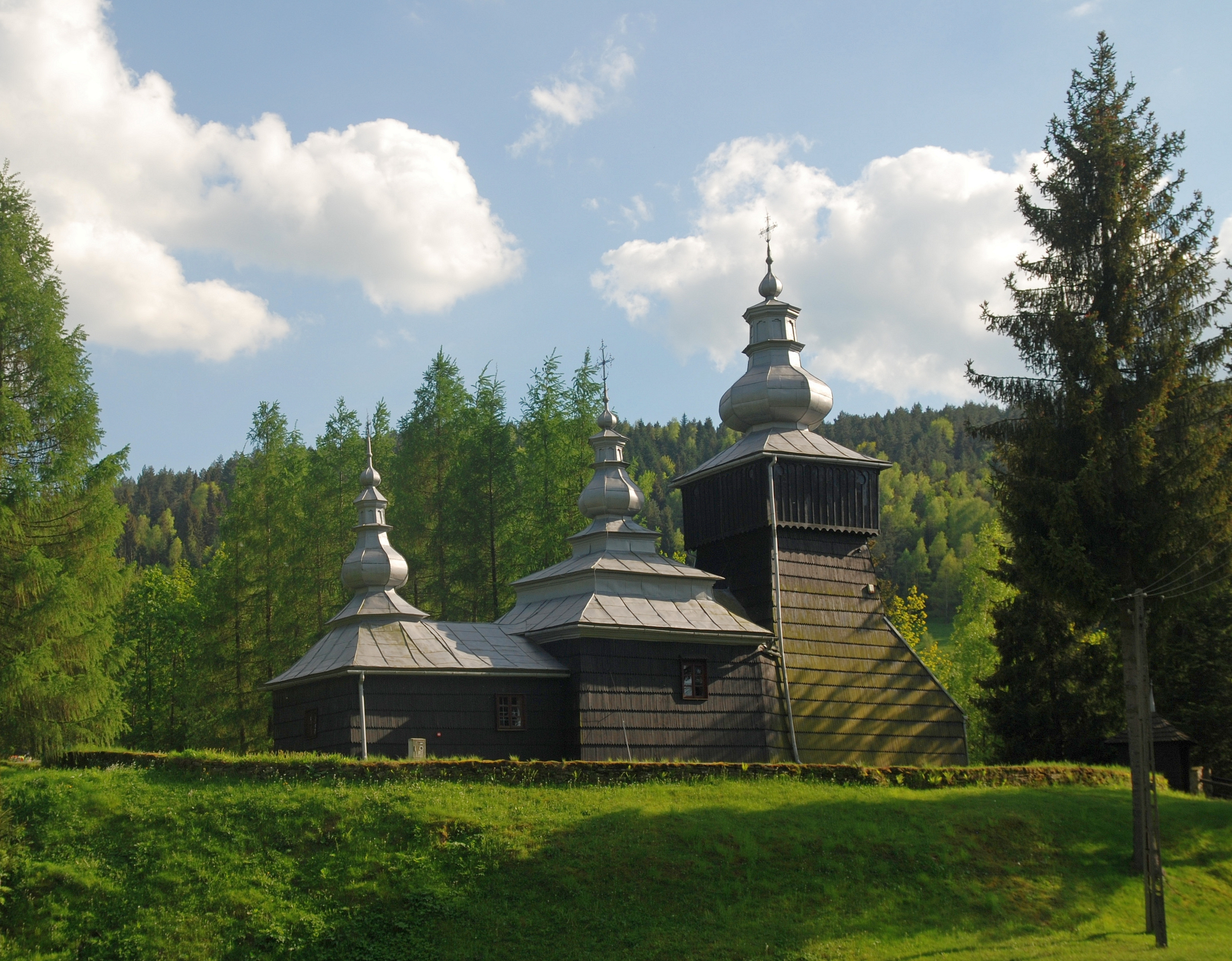
Elewacja północna
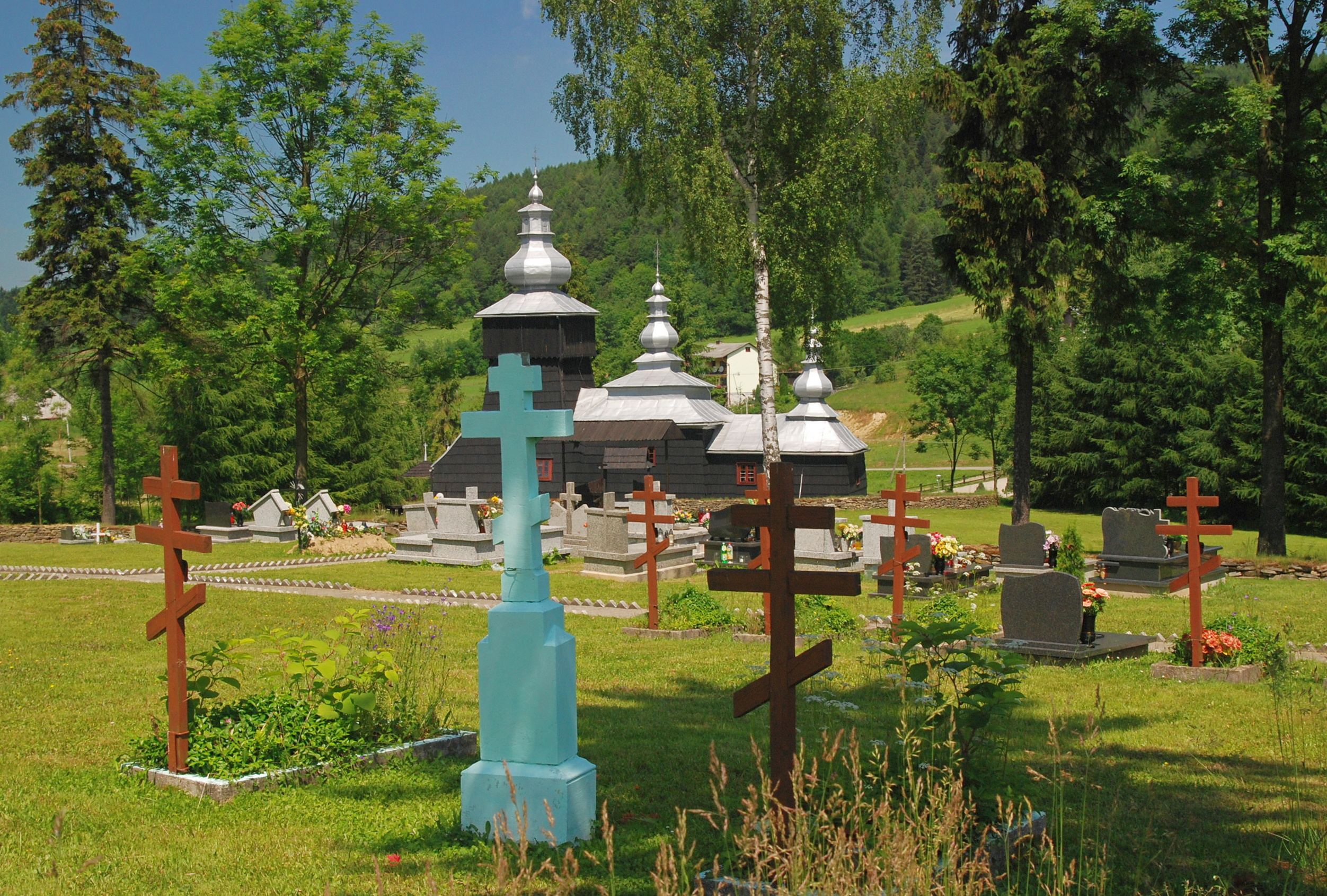
Cmentarz przycerkiewny
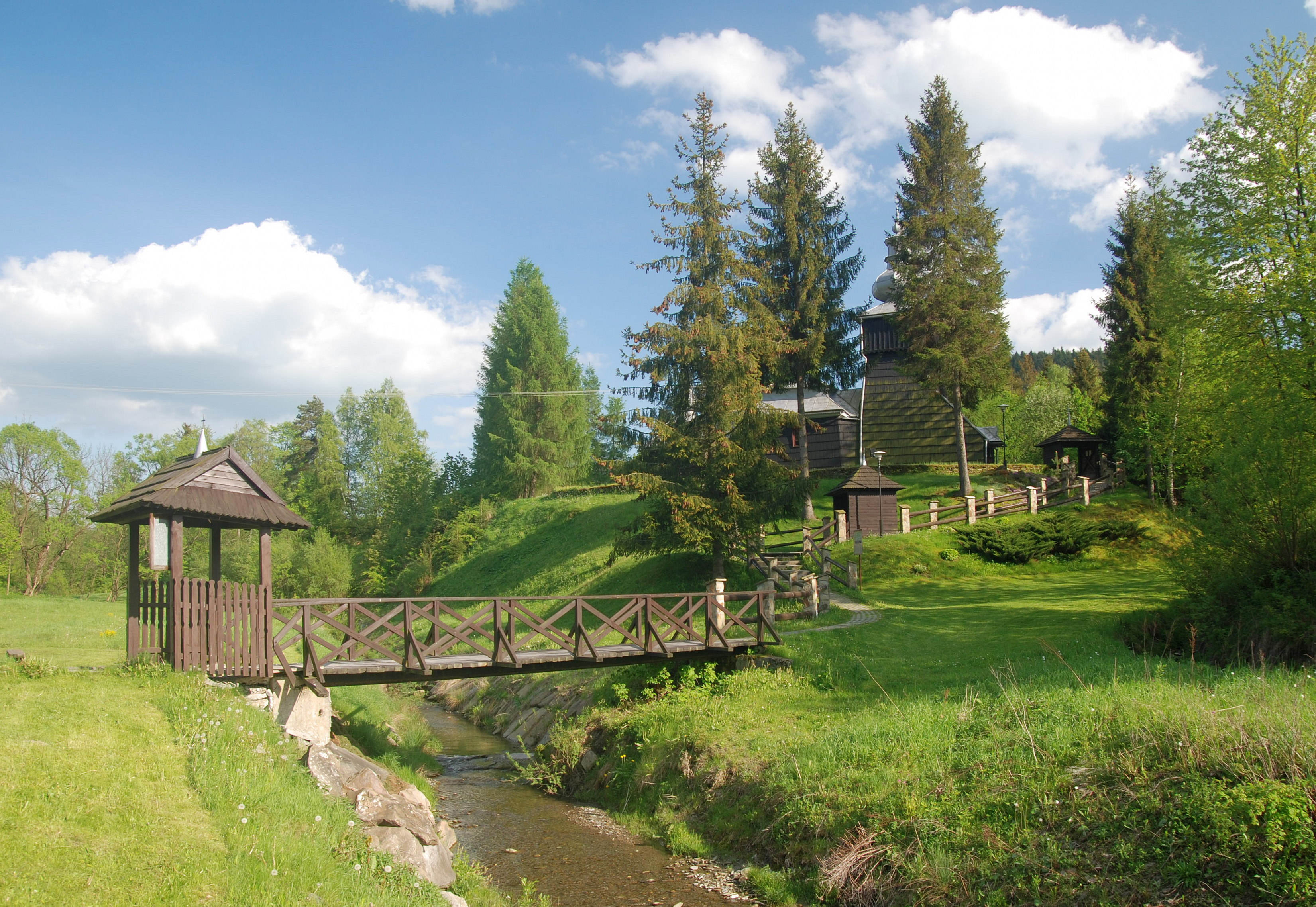
Widok ogólny